# خط محقق

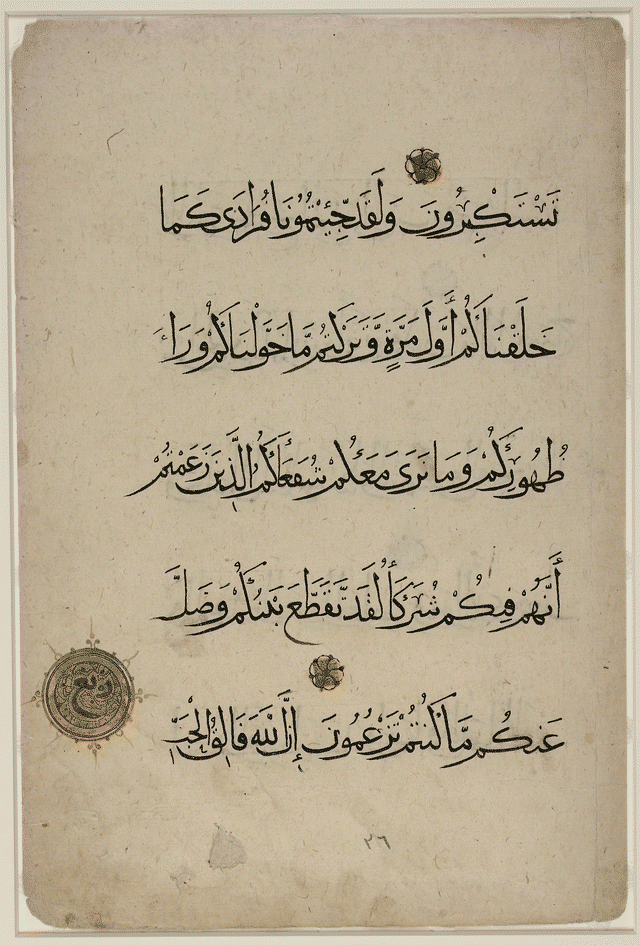
خط مُحَقَّق

خط مُحَقَّق از شیوه‌های مهم خوشنویسی اسلامی و از جمله خطوط ششگانه است که ابداع یا سامان دادن آنها را به ابن مُقله نسبت داده‌اند. برخی از خطاطان خط محقق را پدر خطوط (عربی) گفته‌اند. این خط از خطوط اصیل اسلامی می‌باشد. خط محقق نزدیکترین خط به کوفی ساده است. در این خط اَشکالِ حروف یکدست، یکنواخت و ایستاده و اصطلاحاً به قامت و ایستا و درشت اندام است که با فواصل منظم و بدون تداخل حروف می‌باشد. این خط یک دانگ و نیم دور و چهار دانگ سطح دارد.
واژهٔ عربی «محقَّق» به معنای «کامل» یا «روشن» است و در اصل برای اشاره به هر اثر کامل و استادانه‌ای از خطاطی به کار می‌رفت.
این نوع پیچیده از خط، اغلب برای نوشتن مصاحف (جمع مُصحف، یعنی نسخه‌های برگ‌برگ قرآن) استفاده می‌شد و یکی از زیباترین و در عین حال دشوارترین خطوط برای اجرا به‌شمار می‌رفت. خط محقق در دوران مملوکیان (۱۲۵۰–۱۵۱۶/۱۵۱۷ میلادی) بیشترین کاربرد و شکوفایی را داشت.
پدر همه خطوط شش‌گانه خط محقق است که به دلیل شکوه و عظمت، اندام درشت، فاصله‌های منظم، یکدست و ساده بودن به این نام شناخته شده است. در این خط هر حرف شکل ثابت و معیّنی دارد و با مابقی حروف اشتباه نمی‌شود. همچنین واژه‌ها متداخل نوشته نمی‌شود. بدین جهت خطی است واضح و روشن. خط ریحان با فاصله یک سده بعد و شبیه خط مُحقَّق به وجود آمد به نحوی که آن را «باریکِ مُحقَّق» نام نهادند.
در امپراتوری عثمانی، این خط به تدریج جای خود را به خطوط ثلث و نسخ داد؛ و از قرن هجدهم میلادی به بعد، استفاده از آن عمدتاً به نگارش بسم‌الله در «حلیه‌ها» محدود شد.
قدیمی‌ترین اشاره به خط محقق در کتاب الفهرست اثر ابن ندیم یافت می‌شود، و احتمالاً این واژه از آغاز دوران عباسی برای اشاره به سبک خاصی از نوشتار به کار می‌رفته است.
استادان برجسته‌ای چون ابن مقله و ابن بواب در شکل‌گیری و توسعهٔ این خط و خطوط دیگر نقش مهمی داشتند و قواعد و استانداردهای آن را در چارچوب خوشنویسی اسلامی تعریف کردند.